# ジョン・ファーガソン・ウィアー
ジョン・ファーガソン・ウィアー（John Ferguson Weir、1841年8月28日 - 1926年8月26日）はアメリカ合衆国の画家、彫刻家、著述家である。イェール大学の美術学校の初代校長を務めた。

## 略歴
ニューヨーク州のウェストポイントで生まれた。父親は画家でウェストポイントの陸軍士官学校で美術を教えていたロバート・ウォルター・ウィアーで弟に有名な画家になるジュリアン・オールデン・ウィアー(1852–1919)がいる。
父親から美術を学んだ後、ニューヨークのナショナル・アカデミー・オブ・デザインで学んだ。静物画や風景画を得意とし、最初の有名な作品は21歳の1862年にパトロンのステュアート(Robert Leighton Stuart)に依頼されて描いた風景画、「Hudson Highlands, West Point, Summer」である。この絵でニューヨークの美術界で知られるようになり、多くの芸術家が活動していた「テンス・ストリート・スタジオ」に小さい部屋を借りて、有望な若手芸術家と知り合った。
次に有名になった作品は父親のアトリエを描いた作品、『Artist's Studio』で1864年に完成し、ナショナル・アカデミー・オブ・デザインなどで展示され、アカデミーの准会員に選ばれることになった。南北戦争中に北軍の大砲を製造したウェストポイントの兵器工場に魅力を感じ、1866年に大砲製造の工程を描いた作品を出展し、その年アカデミーの正会員に選ばれた。1868年にも鉄鋼の鍛造の場面を描いた作品を描いた。この作品は評判がよかったが1869年に火災で失われたので、1874年と1877年に複製を描いた。
1868年に海外を視察した後、イェール大学の美術学校の初代校長になり、この仕事を1869年から1913年まで続けた。当時、パリの官立美術学校、エコール・デ・ボザールに留学中のジュリアン・オールデン・ウィアーに手紙を書き、美術学校の運営や教育法の情報を尋ね、人物画の授業で描いた素描や巨匠の絵画の複製や学生たちの作品を送るように依頼し、授業で用いた。このため美術学校はヨーロッパのスタイルの教育が行われることになった。4年間のパリ留学から戻ったジュリアンも、私立大のクーパー・ユニオンなどで教えることになった。
1866年に士官学校の教授の娘と結婚し、娘のエディス・ディーン・ウィアー(Edith Dean Weir) は画家になった
。1926年にロードアイランド州のプロビデンスで没した。

## 作品

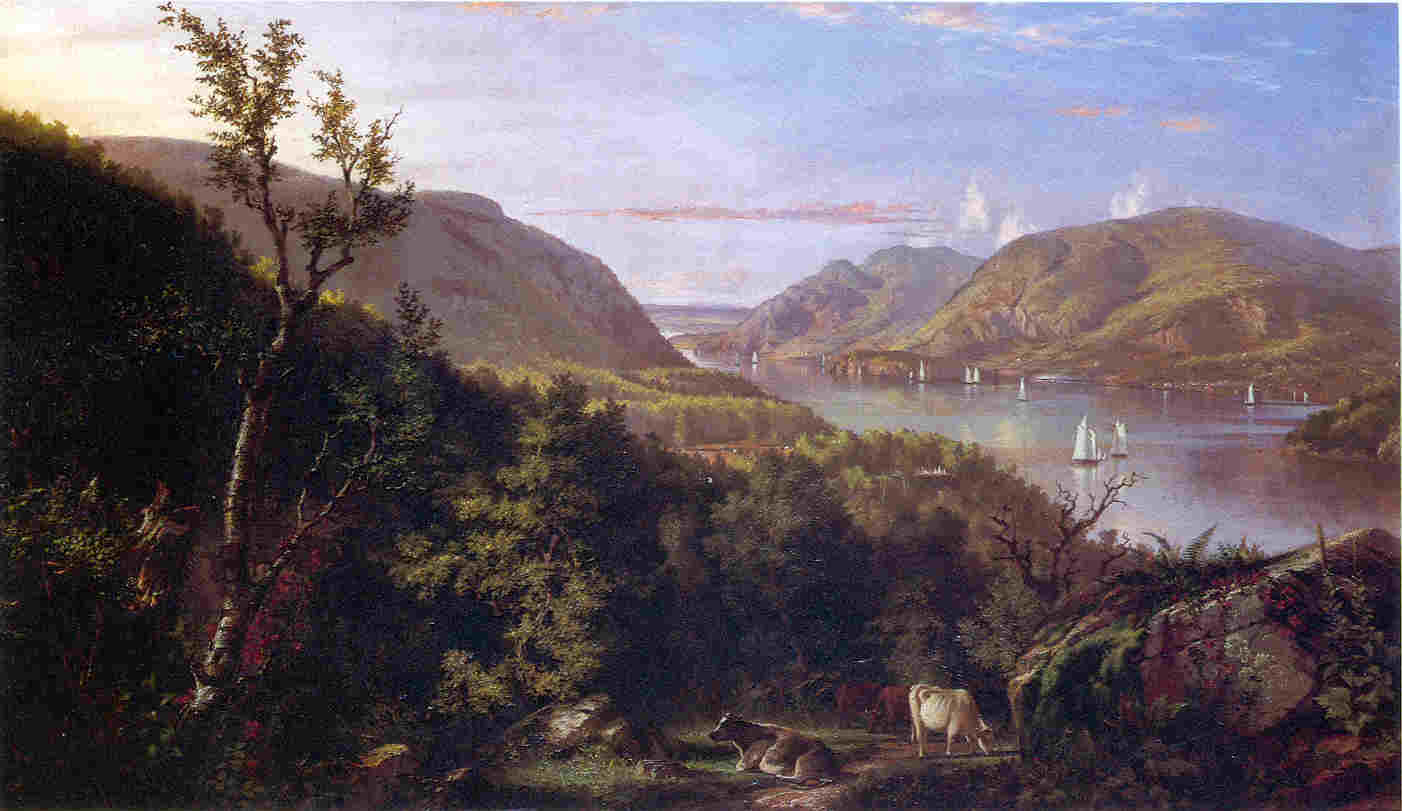
「Hudson Highlands, West Point, Summer」
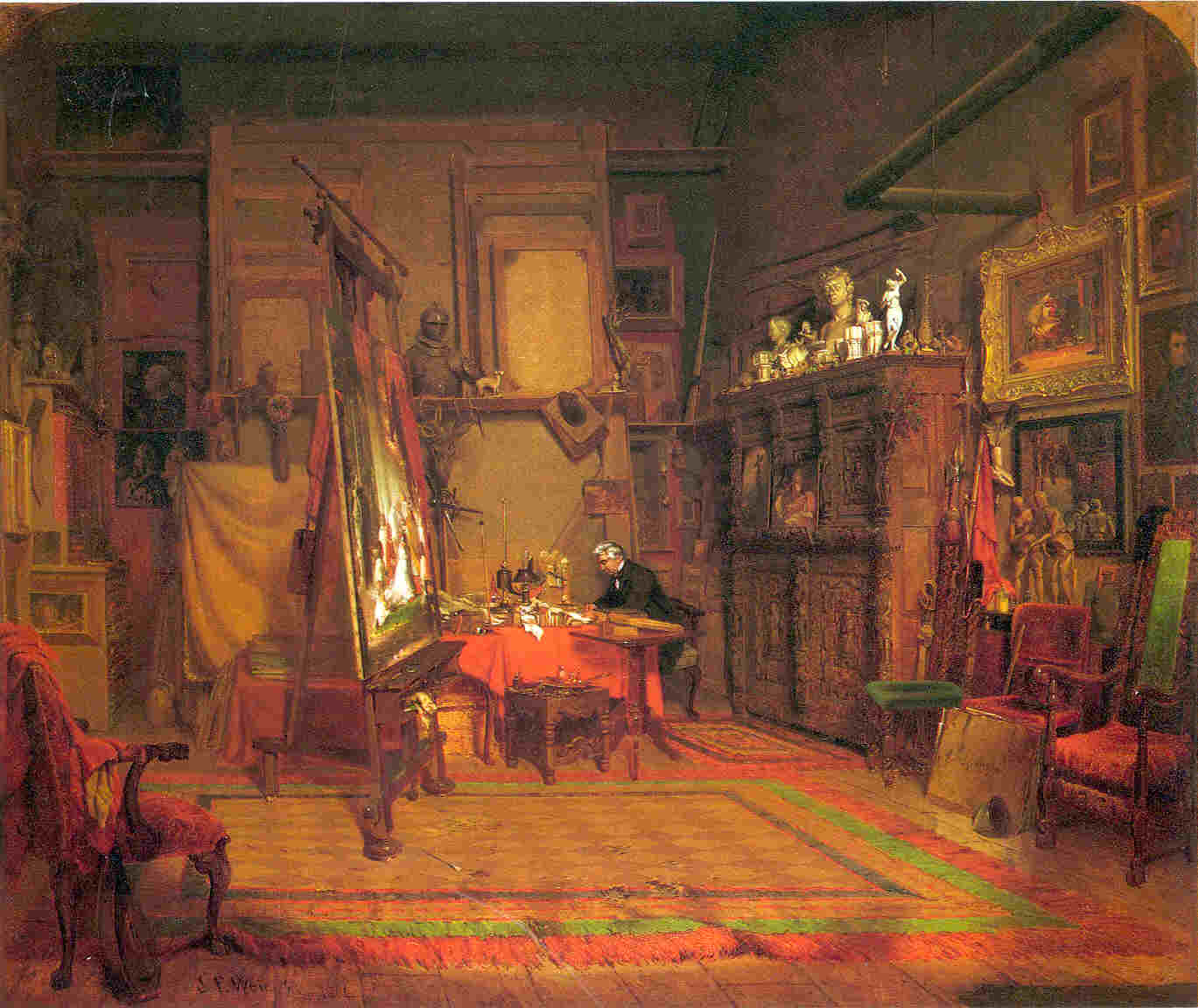
「Artist's Studio」
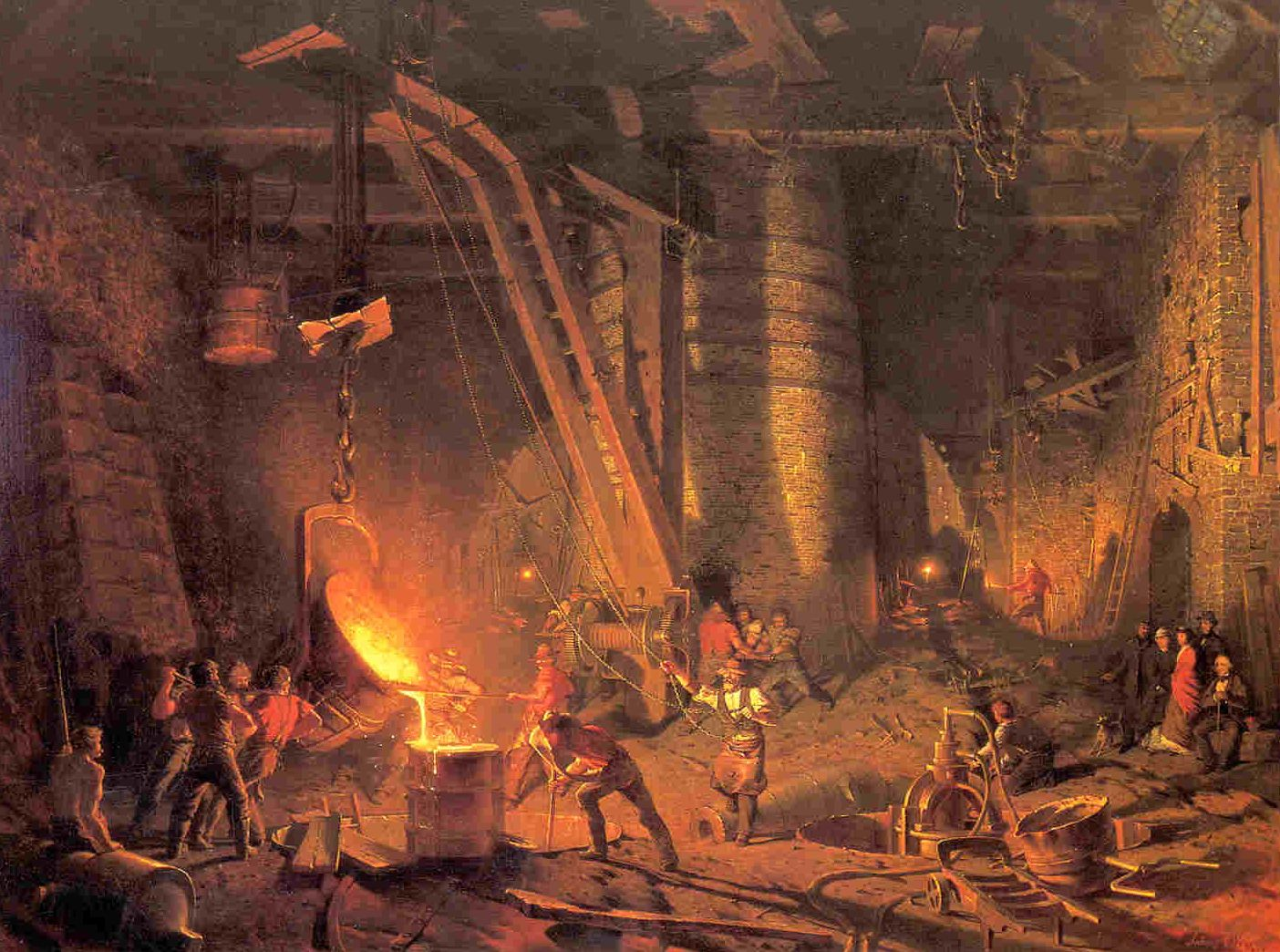
「The Gun Foundry」
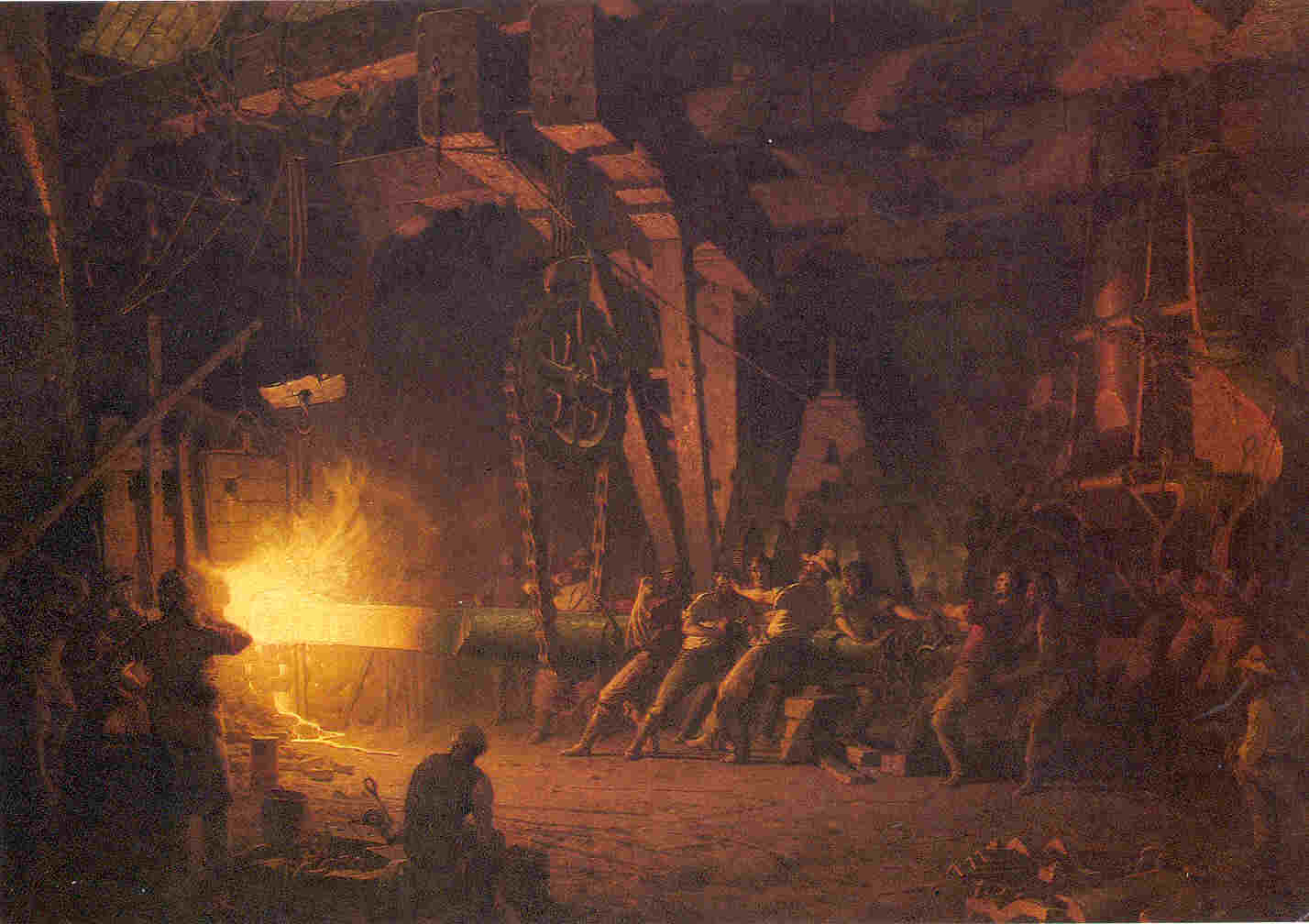
「Forging the Shaft」
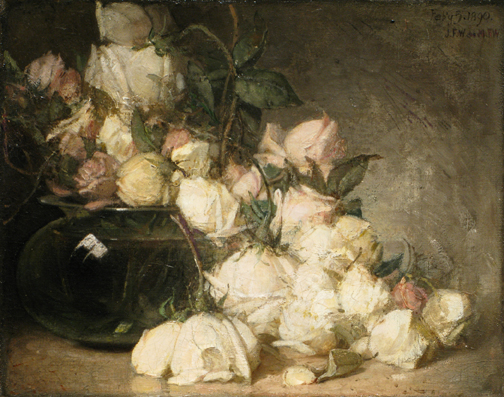
「Bride's Roses」
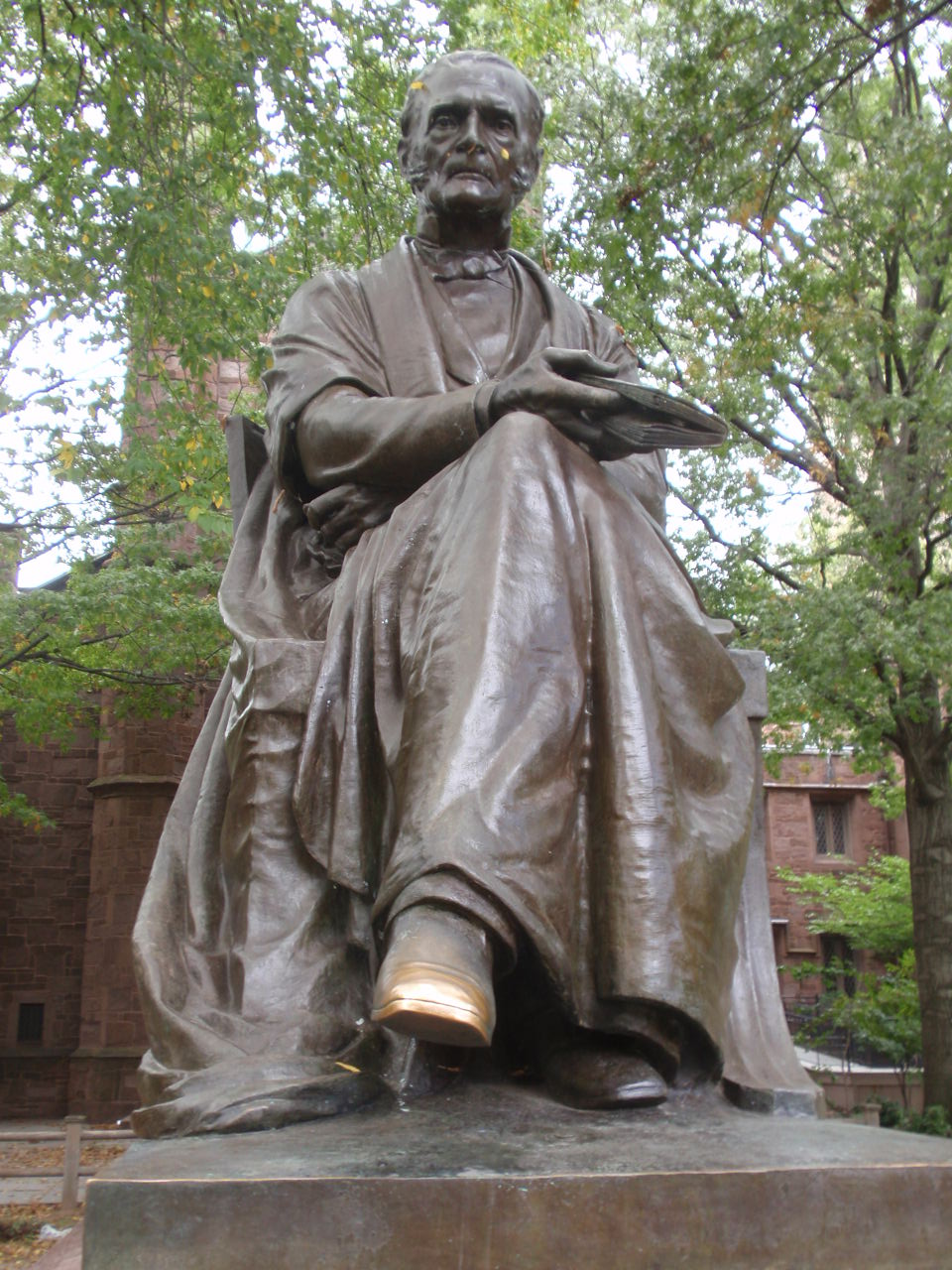
Theodore Dwight Woolsey（イェール大学学長）の像